# Bellucia mespiloides
Bellucia mespiloides är en tvåhjärtbladig växtart som först beskrevs av Friedrich Anton Wilhelm Miquel, och fick sitt nu gällande namn av James Francis Macbride. Bellucia mespiloides ingår i släktet Bellucia och familjen Melastomataceae. Inga underarter finns listade i Catalogue of Life.